# Mikołaj Gomółka

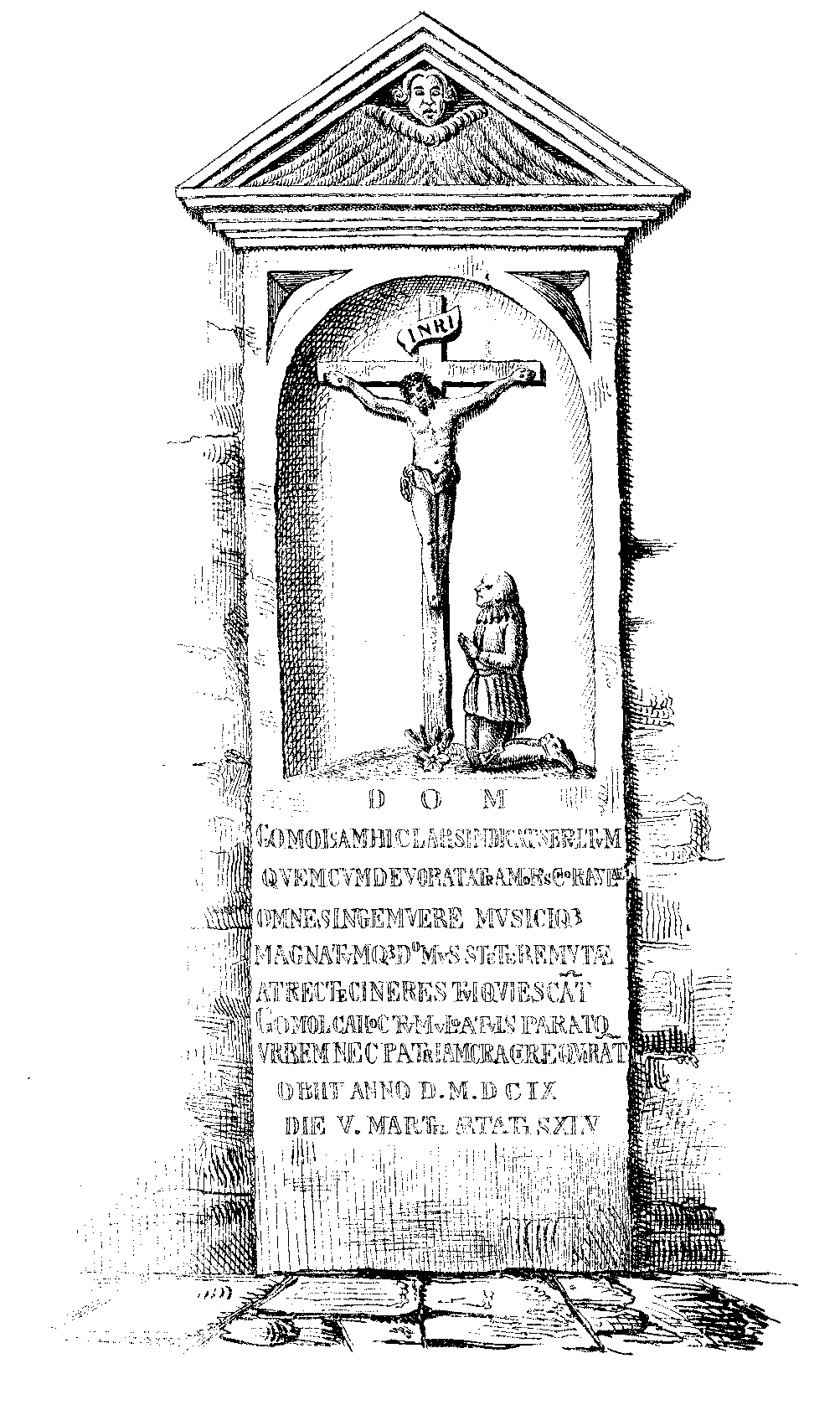
Nagrobek Mikołaja Gomółki w Jazłowcu

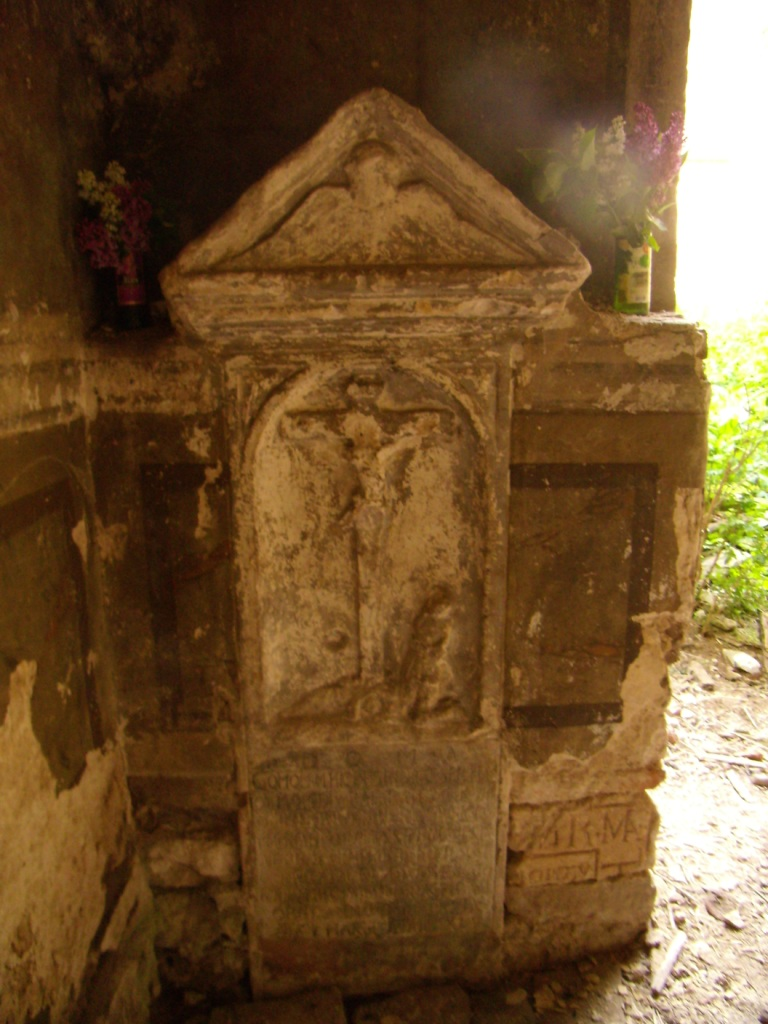
Nagrobek Mikołaja Gomółki w Jazłowcu

Mikołaj Gomółka, Gomulka, Gomolca (ur. ok. 1535 w Radoszkach, zm. po 30 kwietnia 1591, prawd. 5 marca 1609 w Jazłowcu) – polski kompozytor renesansowy i instrumentalista.

## Życiorys
Syn mieszczan sandomierskich, Tomasza i Katarzyny Gomółków, był od 1545 chłopcem-śpiewakiem w gronie paziów króla Zygmunta Augusta. W 1548 roku rozpoczął naukę muzyki u Jana Klausa, jednego z królewskich fistulatorów, grającego na instrumentach dętych drewnianych. Odtąd datuje się jego przynależność do tego zespołu, początkowo w charakterze ucznia (1548–1550), a od 1558 jako pełnoprawnego instrumentalisty; zapewne uczył się przy tym nie tylko gry na fletach i instrumentach stroikowych, gdyż zaliczano go wówczas do grupy zwanej „fistulatores Itali”, której członkami byli w zasadzie muzycy grający na instrumentach strunowych i organach. W okresie nauki przebywał na dworze królewskim w Krakowie, Wilnie, Knyszynie, a w 1552 także w Piotrkowie (w czasie sejmu), Gdańsku i prawdopodobnie u ks. Albrechta Hohenzollerna w Królewcu. Kapelę Zygmunta Augusta opuścił 16 sierpnia 1563; w ciągu ostatnich dwóch lat być może udzielono mu płatnego urlopu. W czasie pobytu na dworze musiał zetknąć się z takimi kompozytorami jak Wacław z Szamotuł, Marcin Leopolita czy Valentin Bakfark.
W 1566 powrócił Gomółka do Sandomierza. Zakupił dom w Sandomierzu (kamienica na rogu Rynku i ul. Sokolnickiego, gdzie dziś znajduje się tablica pamiątkowa). O jego działalności muzycznej w tym mieście brak jakichkolwiek wiadomości, zachowały się natomiast dokumenty mówiące, iż rozwijał wówczas aktywność w dziedzinie finansowej oraz pełnił różne funkcje związane z sądownictwem. W 1567 i ponownie 1568 został wybrany jednym z siedmiu ławników; 1572 powołano go na eksponowane stanowisko zastępcy wójta miejskiego, a 1578 czynny był w sądzie zamkowym. Z tego roku pochodzi ostatnia wiadomość o pobycie Gomółki w Sandomierzu. Między styczniem 1567 a majem 1570 poślubił córkę rajcy tarnowskiego Tomasza Kuszmierzowicza, Jadwigę, i najprawdopodobniej miał z nią syna Michała, który obok Mikołaja był muzykiem na dworze Jana Zamoyskiego.
W 1580 Gomółka przebywał prawdopodobnie w Krakowie, uczestnicząc w pracach nad wydaniem psałterza. Być może już wówczas był nadwornym muzykiem biskupa krakowskiego Piotra Myszkowskiego, któremu swe dzieło dedykował. W każdym razie dokumenty wskazują, że był w Krakowie w 1586 oraz że w 1587 porzucił służbę na dworze biskupim. Podjął wówczas wraz z trzema wspólnikami poszukiwania górnicze w okolicy Muszyny. W czerwcu 1590 lub wcześniej został z kolei muzykiem na krakowskim dworze kanclerza Jana Zamoyskiego. Pozostawał tam jeszcze 30 kwietnia 1591, i to jest ostatnia znana data z jego życiorysu.
Według jego epitafium w kościele dominikańskim w Jazłowcu, zmarł 5 marca 1609 w Jazłowcu, w 45. roku życia – faktycznie przeżywszy (według znanych danych) 74 lata (=1609–1535), a nie mniej niż 56 lat (=1591–1535).

## „Melodie”

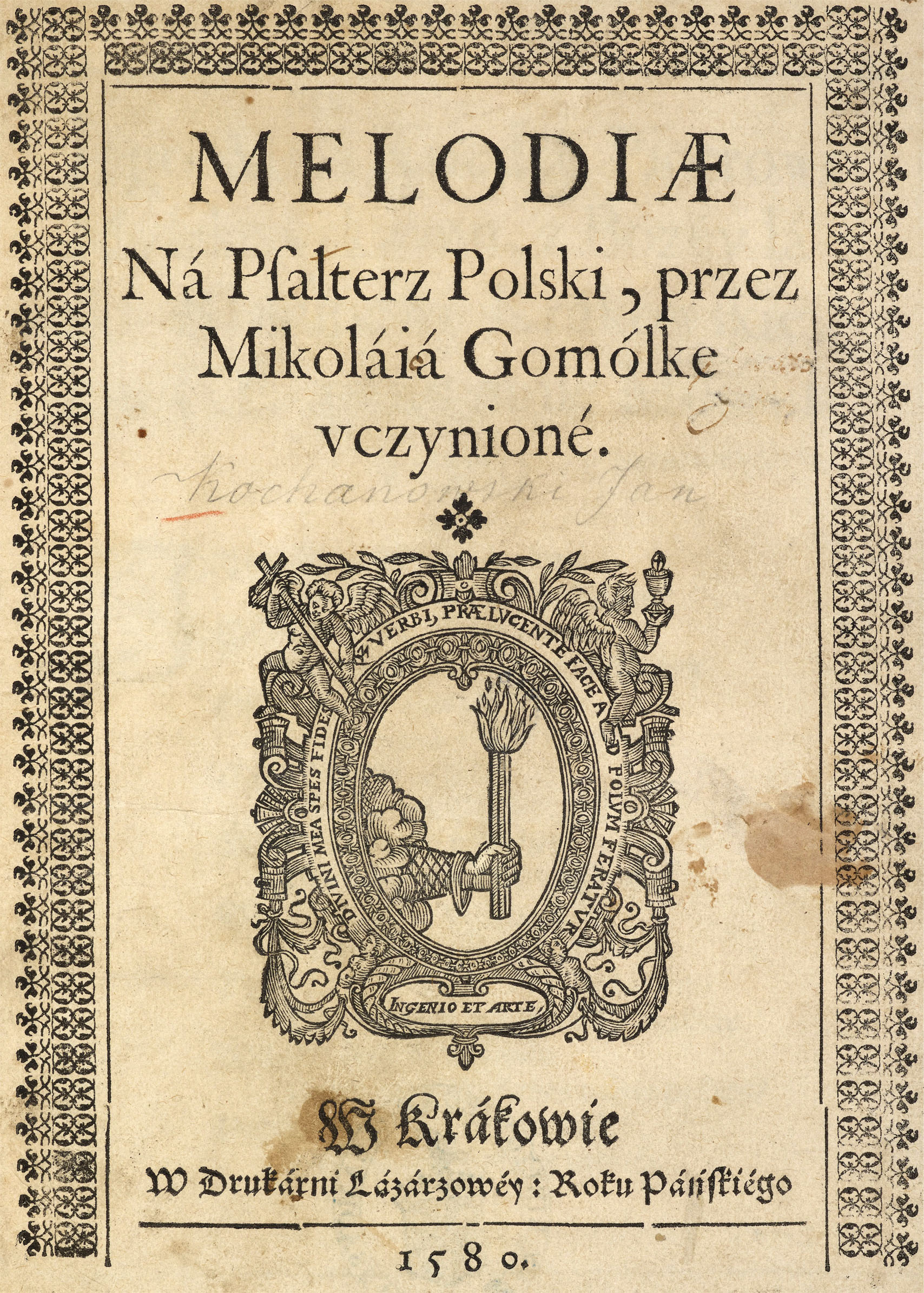
Melodiae na Psalterz polski / przez Mikolaia Gomólke vczynione, W Krakowie: w Drukarni Lazarzowey, 1580. Biblioteka Narodowa, SD XVI.Qu.273.

Jego najbardziej znane, wydrukowane za życia i jedyne zachowane do dziś dzieło to „Melodie na psałterz polski” (oryginalnie: „Melodiæ ná psalterz polski, przez Mikoláiá Gomólke vczynioné”; wydane w drukarni Łazarza Andrysowicza w Krakowie w 1580), skomponowane do poetyckiego tłumaczenia psalmów biblijnych, wykonanego przez Jana Kochanowskiego; poeta poprosił Gomółkę o dokomponowanie do jego Psałterza Dawidowego muzyki, a ten przyniósł gotowe dzieło ledwie kilka miesięcy później. Melodie zawierają 150 krótkich utworów utrzymanych w układzie czterogłosowym, w technice nota contra notam. Posiłkując się rytmiczną siłą akcentową kompozytor zachował niezwykłą wierność akcentacji języka polskiego.
Melodie są wyjątkowe w muzyce europejskiej z dwóch względów:
- jest to jeden z nielicznych tak wczesnych przykładów, w którym zarówno tekst, jak i muzyka są najwyższej próby;
- jest to pierwsze znane opracowanie muzyczne wszystkich 150 psalmów.

Wyjątkowa prostota wykonawcza (nota contra notam, budowa zwrotkowa, melodie poszczególnych głosów utrzymane w średnim rejestrze), była zamierzeniem, o którym sam kompozytor pisze w przedmowie:
 Są łacniuchno uczynione

 Prostakom nie zatrudnione

 Nie dla Włochów, dla Polaków

 Dla naszych, prostych domaków
Mimo prostoty, pieśni nie są schematyczne – wiele z nich wykazuje wpływy różnorodnych tańców obcych i polskich (pawany, galiardy i in.), przy czym – co jest zupełną nowością w tym czasie – każda stara się oddać wiernie charakter tekstu.
Najbardziej znane psalmy to: Nieście chwałę, mocarze (29.), Kleszczmy rękoma (47.) oraz Siedząc po niskich brzegach babilońskiej wody (137.), Szczęśliwy, który ludzi upadłych ratuje (41.).

## Muzyka
- Płytę CD z dziełem Mikołaja Gomółki pt. Melodiae na Psałterz polski nagrał w 1996 roku zespół muzyki dawnej Ars Nova pod kierownictwem Jacka Urbaniaka[3]. Płyta otrzymała nagrodę Fryderyk w kategorii muzyki dawnej w 1996 roku[4].